# Epistemische Gewalt
Epistemische Gewalt (engl.: epistemic violence) ist ein 1988 von der postkolonialen Theoretikerin Gayatri Spivak geprägter Begriff zur Beschreibung von Formen indirekter Gewalt, die im Zusammenhang mit der Produktion, der Verbreitung und der Anerkennung von Wissen ausgeübt wird: Die Verweigerung von epistemischer Handlungsfähigkeit für bestimmte Akteure, die Ausbeutung epistemischer Ressourcen und die gewaltsame Durchsetzung einer dominanten epistemischen Perspektive, die zu Unterordnung und Hierarchisierung führt.
Insbesondere in der post- und dekolonialen Theorie sowie der feministischen und indigenen Wissenskritik wird epistemische Gewalt mit Kolonialismus und der gewaltsamen Ausbreitung eines männlich dominierten Eurozentrismus als einzig legitime Wissensperspektive in Verbindung gebracht. Dekoloniale Theorien analysieren die Verflechtungen und interdependenten Zusammenhänge epistemischer Vorherrschaft mit anhaltenden kolonialen Machtstrukturen und arbeiten an einer epistemischen Rekonstitution marginalisierter Wissensbestände.

## Begriff und Herkunft
Episteme (Einzahl, weiblich, [Episte'me], von griech. ἐπιστήμη [epistéme]) bedeutet „Erkenntnis“, „Wissen“ oder „Wissenschaft“ und grenzt sich in der antiken Nikomachischen Ethik von anderen Formen des Wissens, des Meinens (doxe) und des praktischen Könnens (techne) ab. Michel Foucault theoretisiert episteme als „strategisches Dispositiv“, das innerhalb eines historisch-spezifischen Macht/Wissenssystems die Möglichkeitsbedingungen von Wissen und Wahrheit definiert. Die als jeweils illegitim markierten Erkenntnismöglichkeiten bezeichnet er als „unterworfene Wissensbestände“ („subjugated knowledges“). Sie werden als naiv angesehen und stehen in der Wissenshierarchie, an deren Spitze sich das wissenschaftliche Wissen befindet, ganz unten.
Nach Foucault sind Wissen und Macht inhärent und untrennbar verknüpft, sodass „es keine Machtbeziehung gibt, ohne dass sich ein entsprechendes Wissensfeld konstituiert, und kein Wissen, das nicht gleichzeitig Machtbeziehungen voraussetzt und konstituiert“. Wissen und Wissenschaft kann somit nicht jenseits von Machtordnungen produziert und verhandelt werden; nicht zuletzt auch, weil ein gegebenes Wissenssystem definiert, welche Aussagen als legitimes und wahrhaftiges Wissen geltend gemacht und welche epistemischen Perspektiven und Erkenntnismöglichkeiten disqualifiziert und exkludiert werden.
Als Teil eines weiten Gewaltverständnisses, das über direkte und physische Gewalt hinausgeht und auch strukturelle, psychische, emotionale, sprachliche, symbolische und normative Gewaltdimensionen umfasst, beschreibt epistemische Gewalt demnach die Unterdrückung der epistemischen Handlungsfähigkeit Einzelner oder gesamter Wissens- und Sinnsysteme auf Basis hierarchisch organisierter epistemischer Grenzziehungen innerhalb einer gegebenen Machtordnung.
Epistemische Gewalt ist dabei kein einheitlich verwendeter oder umfassend theoretisierter Begriff. Erstmals führte ihn die postkoloniale Theoretikerin Gayatri Spivak in ihrem Essay Can the Subaltern Speak? (1988) in den akademischen Diskurs ein, um den kolonial-patriarchalen Diskursraum aufzuzeigen, in dem indische Frauen und andere marginalisierte Gruppen systematisch zum Schweigen gebracht, objektifiziert und ihrer Selbstrepräsentation und epistemischen Handlungsmacht beraubt werden. Ihre Konzeptualisierung ist dabei anschlussfähig an Begriffe wie den der epistemische Ungerechtigkeit der Philosophinnen Miranda Fricker und Kristie Dotson, sowie der epistemischen Wissenshegemonie des globalen Nordens, die im Kontext postkolonialer Theorien diskutiert wird.

## Dimensionen und Ebenen epistemischer Gewalt

### Typologisierung
Claudia Brunner schlägt für eine Typologisierung epistemischer Gewalt eine unterteilte Betrachtung auf Mikro-, Meso- und Makroebene vor, die dabei als verschränkt und ko-konstitutiv zu lesen sind.
- Die Mikroebene beschreibt konkrete Erfahrungen epistemischer Gewalt, in denen „eine Person in ihrer Eigenschaft als Wissender verletzt wird“.[10] So werden Subjekte, Positionen und Wissensbestände durch z. B. rassistische oder sexistische Zuschreibungen entwertet und deshalb marginalisiert oder gänzlich ignoriert.[11] Die Mikroebene umfasst aber nicht nur die Opfer epistemischer Gewalt, sondern auch diejenigen, die diese Gewalt ausüben. Zu Letzterem fähig zu sein, ist ein Privileg, das für diejenigen, die es besitzen, aber schon so sehr zur Normalität geworden ist, dass sie es überhaupt nicht mehr als solches wahrgenommen. Das Ausüben epistemischer Gewalt ist allgegenwärtig, wird deshalb zumeist gar nicht als Gewaltakt erkannt und auch nicht problematisiert.[12]

- Die Mesoebene umfasst Prozesse der Klassifizierung und Hierarchisierung von intelligiblem und relevantem Wissen sowie der Monopolisierung und Universalisierung von euro- und androzentrischen Wissensperspektiven durch die Wissenschaft. Das aktuell gültige Verständnis von Wissenschaft bestimmt, welche Wissensbestände entwertet werden und ob Phänomene erklärungsbedürftig sind oder nicht.[13] Damit verknüpft ist auch die bis heute asymmetrische globale Machtstruktur im Bereich der Wissensproduktion und intellektuellen Arbeitsteilung; beispielsweise wenn es um die wissenschaftliche Anerkennung von Wissensbeständen geht, die außerhalb von Europa und Nordamerika generiert wurden.[14]

- Die Makroebene betrachtet schließlich die globale Machtordnung aus der Perspektive des vom peruanischen Soziologen Aníbal Quijano entwickelten Konzepts der „Kolonialität der Macht“. Hierbei werden die bestehenden ökonomischen, politischen, intersubjektiven und epistemischen Machtmuster als Folge des Kolonialismus gedacht.[15] Im Kern dieser globalen Matrix steht der Kapitalismus als universell durchgesetztes Ausbeutungsmodell, der (National-)Staat als universelles Kontrollmodell von öffentlicher Autorität sowie der Eurozentrismus als einzig legitime Form von Rationalität und Wissensproduktion.[16]

### Epistemische Gewalt auf der Mikroebene
Epistemische Ungerechtigkeit, wie sie von der britischen Philosophin Miranda Fricker und der afro-amerikanischen Philosophin Kristie Dotson konzeptualisiert wurde, beschreibt Praktiken des Unrechts, die einer Person als Wissenssubjekt widerfahren. Negative soziale Verortungen, beispielsweise durch rassistische und/oder sexistische Vorurteile, führen dabei zu einer Missachtung der epistemischen Fähigkeiten einer Person, als Wissende oder Rezipientin von Wissen operieren zu können. Als „testimoniale Ungerechtigkeit“ (englisch testimonial injustice) bezeichnet Fricker dabei die Leugnung der Glaubwürdigkeit einer Person als Quelle legitimen Wissens und damit den systematischen Ausschluss aus einer Wissensgemeinschaft. Nach Fricker besteht eine „Ökonomie der Glaubwürdigkeit“, die dazu führt, dass Angehörigen von Gruppen, die gesellschaftlich einen niedrigeren Status haben, eher der Status als wissende Person verweigert wird. Ein Beispiel hierfür ist Mansplaining, bei dem Männer von einer Überlegenheitsposition gegenüber den Wissensbeständen von Frauen ausgehen.
Mit hermeneutischer Ungerechtigkeit beschreibt Fricker die Exklusion bestimmter Erfahrungen aus kollektiv geteilten epistemischen Ressourcen. Daraus entsteht ein Deutungs- und Wahrnehmungsdefizit, dass dazu führen kann, dass z. B. Unrecht nicht als solches erkannt und benannt werden kann. Als Beispiel führt sie die Erfahrung sexueller Belästigung in einer Gesellschaft an, in der der Begriff noch nicht als gemeinsame Deutungsressource existiert und damit sowohl die Artikulation als auch ein Verständnis erschwert.
Kristie Dotson vertiefte Frickers Konzept um die Begriffe des testimonial quietings und testimonial smotherings, die Claudia Brunner mit exogenem und endogenem Verstummen übersetzt. Exogenes Verstummen beschreibt Praktiken des aktiven Nicht-Wissen-Wollens, indem einem Gegenüber epistemische Handlungsfähigkeit abgesprochen und so ein reziproker Dialog verhindert wird. Endogenes Verstummen kann als Sprachlosigkeit begriffen werden, die aus andauernder epistemischer Ungleichbehandlung resultiert. Da das Unverständnis, die Missachtung oder die Ignoranz des Gegenübers bereits antizipiert wird, wird gar nicht erst versucht, die eigene Position starkzumachen.
All jene Praktiken des Silencing und systematischen Außerkraftsetzens von Erfahrung und Wissen anhand rassistisch-vergeschlechtlichter epistemischer Grenzziehungen verlegen die Wissens- und Sinnbestände marginalisierter Akteure in den Bereich des „Nichthörbaren, Nichtverstehbaren, der Nichtanerkennbarkeit und damit der Unlebbarkeit“. Für Betroffene kann die beständige Erfahrung von epistemischer Gewalt zu einem massiven Vertrauensverlust in das eigene Weltverständnis und die epistemische Schöpfungsmacht führen und die Integrität einer Person langfristig schädigen. Der Höhepunkt epistemischer Gewalt findet sich laut José Medina im „epistemischen Tod“. Für Medina liegt dieser vor, wenn Subjekten nicht mehr lediglich der Status als Träger legitimen Wissens abgesprochen wird, sondern sie gänzlich davon abgehalten werden, eine eigene Position zu entwickeln und damit vollumfänglich von der Wissensproduktion ausgeschlossen werden.
Nikita Dhawan geht davon aus, dass es hegemoniale Diskurse gibt, die bestimmte Perspektiven und Erfahrungen normalisieren, hierarchisieren und ihnen Validität zusprechen. So entstünden „epistemischen Schweigezonen“ (englisch epistemic silences), deren Sprecher keine Aussicht auf Gehör haben. Sabine Hark führt zudem an, dass wer darüber bestimmt, wer gehört wird, sichtbar ist und epistemische Anerkennung findet auch definiert, was legitime Kritik ist. Die auf diese Weise wirksam werdende epistemische Gewalt beschreibt Courtney T. Goto folgendermaßen:

“What is so violent about epistemic violence is that by replacing the way others represent themselves, we dictate whether and how someone is to be seen or not seen at all, what is real and unreal. In effect, we say to the other, ›You are to be seen only in terms of how I see you. Otherwise you are not seen. Otherwise you do not exist.‹ This is violence.”

„Was epistemische Gewalt wirklich zur Gewalt macht, ist, dass indem wir diktieren, ob und wie jemand zu sehen ist oder nicht, was real ist und was nicht, die Selbstrepräsentation anderer ersetzen. In der Folge sagen wir zu anderen: 'Du bist nur in der Art und Weise zu sehen, wie ich dich sehe. Anderfalls wirst du nicht gesehen. Andernfalls existierst du nicht.' Das ist Gewalt.“

### Epistemische Gewalt auf der Mesoebene
Was als intelligibles und relevantes Wissen gilt und wer als kompetenter Sprechender in kollektiven Wissens- und Deutungsprozessen partizipieren darf, wird maßgeblich von dominanten Diskurssystemen bestimmt. Dies perpetuiert gleichzeitig bestehende Machtkonstellationen. Die Mesoebene epistemischer Gewalt fragt demnach nach den Machtstrukturen, die einem hegemonialen Wissenssystem zugrunde liegen, und den Wissensbeständen, die es legitimieren. Der systematische Ausschluss subalterner Perspektiven aus dem Wissenskanon und die gleichzeitige Zentralisierung und Universalisierung euro- und androzentrischen Wissens steht dabei aus Sicht post- und dekolonialer Theorien in direktem Zusammenhang mit dem europäischen Kolonialismus und seinen anhaltenden Folgen.

#### Epistemologischer Rassismus
Mit der gewaltsamen Eroberung, Ausbeutung und Unterdrückung der Welt im Zuge des europäischen Imperialismus wurden die kolonisierten Bevölkerungen nicht nur ihrer materiellen Ressourcen enteignet, sondern auch ihrer Vorstellungen über die Welt, ihrer kognitiven Perspektiven, „Muster der Sinnstiftung, ihr symbolisches Universum und ihre Formen des Ausdrucks […], kurz der Kultur“. Der portugiesische Soziologe Boaventura de Sousa Santos prägte hierfür den Begriff des Epistemizids, der „Ermordung von Wissen“. Ein Epistemizid konnte im Kontext des Kolonialismus verschiedene Formen annehmen: Das Auslöschen von Wissensträgern, zwanghafte Konversion zum Christentum, Vernichtung von Sprachen durch Linguizide oder die systematische Kolonisierung und Desozialisierung in europäischen Kirchen und Schulen. Die auf diese Weise angestrebte Kontrolle über die Weltanschauung der Kolonisierten beschreibt der kenianische Kulturwissenschaftler Ngũgĩ wa Thiong’o als wichtigstes koloniales Eroberungsfeld, da ökonomische und politische Kontrolle ohne mentale Kontrolle niemals vollständig oder effizient sein könne.
Die zwanghafte Selbstentfremdung im Zuge der Zerstörung und systematischen Abwertung des intellektuellen und kulturellen Erbes der Kolonisierten und die Zentralisierung Europas in ihrem Wissensuniversum führte zu einer zunehmenden Selbstdefinition im „Zerrspiegel“ eurozentrischer Wissensperspektiven sowie der Internalisierung einer zugeschriebenen intrinsischen Unterlegenheit. Die mentale Kolonisierung sicherte auf diese Weise die Reproduktion beherrschbarer kolonialer Subjekte und globalisierte den Westen als umfassendes externes und internes Machtmodell: “The West is now everywhere, within the West and outside; in structures and in minds”. Sebastian Garbe fasst diese Dimension epistemischer Gewalt so zusammen:

„Die epistemische Gewalt des Eurozentrismus besteht also in der gewaltsamen Durchsetzung einer für die kolonisierten Bevölkerungen fremden, das heißt europäischen kognitiven, kulturellen und epistemischen Perspektive: Die Gewalt, die Welt nicht mit eigenen Augen erkennen zu können.“

Die „erfolgreiche Verwandlung Westeuropas zum Zentrum des globalen Weltsystems“ begründete und legitimierte sich in einer ontologischen und epistemischen Differenzproduktion, die dem nicht-westlichen bzw. nicht-männlichen Anderen ein gleichwertiges Menschsein und Wissen absprach. Durch die Erfindung von „Rassen“ wurden Unterschiede zwischen Menschen sowie eine westliche Überlegenheit in biologischer Logik verankert und somit naturalisiert. So verstetigte sich die Annahme, dass bestimmte Körper unterlegen und daher auch Träger unterlegenen Wissens seien. Diese rassisch und vergeschlechtlicht begründete epistemische Grenzziehung rechtfertigte die Missachtung und Auslöschung indigenen, weiblichen und subalternen Wissens ebenso wie imperiale Erziehungs- und Zivilisierungspraktiken. Durch die Konstruktion des Kolonisierten als gegensätzlichen Anderen, der außerhalb von Rationalität, Zivilisiertheit und Moralität steht, erscheint die Implementierung europäischer Werte, Normen, Strukturen und Wissensbestände als vermeintlich gerechte Normalisierung und Hilfestellung in Richtung Fortschritt und Modernisierung. Die Pluralität und gleichberechtigte Koexistenz menschlicher Wissens- und Seinsformen wurde durch ein evolutionistisches Ordnungssystem eliminiert, das die Entwicklung von der Tradition in die Moderne, Barbarei zu Zivilisation, Mythologie/Magie zu Wissenschaft etc. beschreibt. Während die westlich-moderne Wissenschaft dabei als einzig valide Form der Wissensproduktion zurückbleibt, werden andere Welterfahrungen und Wissensformen für nichtexistent, irrelevant und ungültig erklärt: Alles, was von ihr nicht anerkannt wird, erscheint als eine Form des Unwissens oder als ein Mangel an Kultur.

#### Epistemologische Hegemonie der Wissenschaft
Wissenschaft wird häufig als gewaltfrei, entkörpert und außerhalb jeglicher sozial-historischer Verortungen konzipiert. Sie produziert nach eigenem Verständnis ein universelles, objektives und neutrales Wissen, das unabhängig vom forschenden Subjekt erkannt werden kann. Diese Annahme ist tief in die epistemologischen Fundamente westlich-moderner Wissenschaft eingeschrieben. Die unbedingte Situiertheit von Wissen, wie sie die feministische Wissenschaftshistorikerin Donna Haraway herausgearbeitet hat, wird dabei durch das Herausschreiben des Subjekts aus dem Wissensproduktionsprozess verschleiert. So schafft es die Wissenschaft vorzugeben, dass das von ihr produzierte Wissen völlig unabhängig von denjenigen sei, die Wissenschaft betreiben.
Santiago Castro-Gómez beschreibt die Illusion dieser objektiven Perspektive auch als „Hybris des Nullpunkts“ (spanisch hybris del punto cero): Ein Standpunkt, der sich selbst als außerhalb eines bestimmten Standpunktes darstellt. Donna Haraway spricht von einem „göttlichen Trick“, der vorgibt, die gesamte Welt aus einer neutralen Vogelperspektive betrachten zu können. Dieser kann dabei als säkularisierte Form des vormals christlichen Wissensmonopols verstanden werden, indem sich das aufgeklärte Wissenssubjekt die Attribute des christlichen Gottes aneignet:

“René Descartes, the founder of Modern Western Philosophy, inaugurates a new moment in the history of Western thought. He replaces God, as the foundation of knowledge in the Theo-politics of knowledge of the European Middle Ages, with (Western) Man as the foundation of knowledge in European Modern times. All the attributes of God are now extrapolated to (Western) Man. [...] The Cartesian 'Cogito ergo sum' ('I think, therefore I am') is the foundation of modern Western sciences. By producing a dualism between mind and body and between mind and nature, Descartes was able to claim non-situated, universal, Godeyed view knowledge.”

„René Descartes, der Gründer der modernen westlichen Philosophie, führt ein neues Moment in die Geschichte des westlichen Denkens ein. Er eretzt Gott als die Grundlage von Wissen in den Theopolitiken des europäischen Mittelalters durch den (westlichen) Menschen als Grundlage von Wissen in der europäischen Moderne. Alle Attribute Gottes werden nun auf den (westlichen) Menschen übertragen. [...] Das cartesische 'Cogito ergo sum' ('Ich denke, also bin ich') ist die Grundlage der modernen westlichen Wissenschaft. Indem er einen Dualismus zwischen Geist und Körper sowie zwischen Geist und Natur erzeugt, kann Descartes nicht situiertes, universelles Wissen aus einer göttlichen Perspektive heraus beanspruchen.“

Die epistemische Hegemonie der Wissenschaft begründet sich demnach in dem Postulat objektiven, gottähnlichen Wissens von universeller Gültigkeit. Nicht-europäische epistemische Produktionsformen und Wissensarten werden als lokal, partikular und jenseits von wahrhaftigem Wissen gedacht: Als Überzeugungen, Meinungen oder Intuitionen, denen eine legitime Kopräsenz verweigert wird. Diese „Verschwendung an Welterfahrung“ konstituiert eine Vorstellung von Wissen im Singular.

#### Asymmetrische Verteilung intellektueller Arbeit
Die asymmetrische intellektuelle Arbeits- und Ressourcenverteilung sowie die anhaltende Marginalisierung von Wissen des Globalen Südens markiert eine weitere Dimension epistemischer Gewalt auf der Mesoebene. Wie auch auf wirtschaftlicher Ebene strukturiert sich die globale Ökonomie des Wissens in ein euro-amerikanisches Zentrum und eine dependente Peripherie: Da sich die intellektuelle und akademische Macht in Europa und Amerika konzentriert, liegt in den dortigen Universitäten, Forschungszentren und Publikationshäusern die Definitionsmacht darüber, welche Wissensbestände als wertvoll gelten können. Forschende aus dem Globalen Süden akzeptieren dabei zumeist unhinterfragt die Notwendigkeit, für eine ernstzunehmende akademische Karriere an Bildungseinrichtungen im globalen Norden arbeiten müssen. Europa und die Vereinigten Staaten bilden das Internationale und Zentrale der akademischen Landschaft, während der Rest der Welt lokal und marginal verortet wird. Der beninische Philosoph Paulin J. Hountondji sieht Parallelen zwischen der wissenschaftliche Abhängigkeit des globalen Südens und den globalen Warenströmen zur Zeit des Kolonialismus:

“In the overall process of the production of knowledge, colonies functioned as immense data banks, as storehouses of bare facts and information that were exported to the ruling country, just as they used to serve as storehouses of raw materials that were exported to the same ruling country.”

„Im gesamten Prozess der Produktion von Wissen erfüllten Kolonien die Funktion von Datenbanken, von Lagerhäusern für nackte Fakten und Informationen, die in das Mutterland exportiert wurden, genauso wie sie zuvor als Lagerhäuser für Rohstoffe gedient hatten, die ebenfalls in das Mutterland exportiert wurden.“

Die einseitige Ausrichtung auf die ökonomischen und intellektuellen Bedürfnisse der Kolonialmächte und die Nutzung von Kolonialregionen als Rohstoffexporteure an ein weiterverarbeitendes Zentrum, führten zu Peripherisierung und Abhängigkeit: Wirtschaftliche und geistige Produkte des Globalen Südens werden von den Ländern des Nordens kontrolliert und verwaltet. Diese grundlegend dependente Position führte laut dem Historiker Sabelo Ndlovu-Gatsheni zudem zu einem wirtschaftlichen Wachstum ohne Entwicklung. Die akademische Arbeit im globalen Süden bleibt laut Hountondji somit stets am globalen Norden orientiert. Sie sei dazu verdammt, stets die im Norden gewonnenen Erkenntnisse zu importieren und anzuwenden, anstatt eigene Forschungsergebnisse zu generieren.

### Epistemische Gewalt auf der Makroebene

#### Kolonialität der Macht und die strukturelle Persistenz epistemischer Gewalt
Die anhaltenden Machtmuster, die die Welt seit dem Beginn des europäischen Kolonialismus strukturieren, bezeichnet der peruanische Soziologe Aníbal Quijano als „Kolonialität der Macht“. Sie konstituiert die „dunkle Seite der Moderne“. Diese umfasst die Zerstörung anderer Zivilisationen und die Auslöschung und Dämonisierung nicht-europäischer Lebens- und Wissensarten im Namen der Vernunft und des Fortschritts. Das Konzept der Kolonialität verweist dabei auf die Kontinuität kolonialer Strukturen und eurozentrischer Hegemonien auch nach dem Ende des historischen Kolonialismus und der politischen Dekolonisation.
Das koloniale moderne Weltsystem bildete sich der postkolonialen Theorie zufolge aus multiplen und intersektional verschränkten eurozentrischen Hierarchien, die alle Dimensionen der sozialen Existenz erfassen und klassifizieren. Die Erfindung der Rasse wirkte hierbei als zentrales Organisationsprinzip: Die Etablierung neuer sozialer Identitäten in der Idee unterlegener und überlegener Rassen legitimierte und naturalisierte ökonomische Ausbeutung und Unterdrückung ebenso wie politische Disziplinierung und die Privilegierung europäisch-christlich-patriarchaler Vorstellungen über Geschlecht, Sexualität, Spiritualität, Natur, Sprache und Erkenntnis. Die Vielzahl eurozentrischer Hierarchien, die im Zuge des Kolonialismus exportiert, gewaltsam durchgesetzt und globalisiert wurden, können dabei nicht getrennt gedacht werden, sondern bilden eine einander konstituierende Totalität und sind integraler Bestandteil des hegemonialen „modern/kolonialen kapitalistisch/patriarchalen Weltsystems“.

#### Ebenen der „kolonialen Matrix der Macht“
Walter D. Mignolo prägte den Begriff der „kolonialen Matrix der Macht“. Er umfasst jene vielfältigen Machtstrukturen, die im Zuge der westlich-imperialen Herrschaft global vernetzt und installiert wurden. Ihre materiellen und ideologisch/kognitiven, sozialen, ökonomischen und epistemischen Dimensionen bedingen einander und bringen sich gegenseitig neu hervor. Gemeinsam bilden sie ein allumfassendes und totales soziales System, das bis heute globale Machtverhältnisse strukturiert. Als zentrale Ebenen können unterschieden werden:
- Kolonialität der Macht: Die sozial-ökonomische Dimension umfasst die Produktion rassifizierter sozialer Hierarchien im historischen Kolonialismus, die die asymmetrische Organisation von Arbeit, Ressourcenzugängen und Kapitalkontrolle innerhalb des kolonialen Systems regulierte und damit den konzentrierten Zustrom an Macht und Kapital nach Europa sicherte.[67] Die Erschließung global vernetzter Handelswege und die Ausbeutung von lokaler Arbeitskraft und Ressourcen im Kontext der kolonialen Expansion und Sklaverei ermöglichten die Entstehung und Ausdehnung des Kapitalismus als hegemoniales globales Wirtschaftsmodell, das bis heute asymmetrische Machtbeziehungen zwischen einem euro-amerikanischen Zentrum und einer außer-europäischen Peripherie prägt.[68] Die Etablierung der modern/kapitalistischen Weltsystems ging dabei einher mit der Zerstörung und Einverleibung anderer existierender Formen der sozialen Organisation, des Wirtschaftens und Arbeitens.[69]
- Kolonialität des Wissens: Die Kolonialität des Wissens beschreibt die Hegemonie des Eurozentrismus als Wissensperspektive, die sich wiederum durch rassistische Begründungsmuster als einzig valide epistemische Perspektive legitimiert und naturalisiert.[70] Globale Dominanz erlangte der Eurozentrismus durch die Unterdrückung, Aneignung und Auslöschung anderer Kultur- und Wissensformen sowie der mentalen Kolonisierung der unterdrückten Bevölkerungen. Einher mit der epistemologischen Hierarchisierung geht auch eine Privilegierung westlich-christlicher Kosmologien, europäischer Sprachen, Bildungs- und Erziehungsweisen, der Unterdrückung nicht-europäischer/weiblicher Geschichte sowie der globalen Hegemonie westlicher Kunst, Ästhetik und Medienproduktion.[71]
- Kolonialität des Seins: Diese Dimension verweist auf die ontologische Gewalt des Kolonialismus in der Durchsetzung einer hegemonialen Vorstellung davon, was Menschsein bedeutet. Durch die Kolonialität von Macht und Wissen werden Menschen, die aufgrund von Rassismus als „anders“ markiert werden, unsichtbar gemacht und dehumanisiert.[72] Gleichzeitig werden sie vom eurozentrischen Blick definiert, objektifiziert und fetischisiert.[73] Neben rassifizierten Hierarchien produziert der christlich-patriarchale Eurozentrismus auch eine global durchgesetzte Geschlechterhierarchie, die eine männliche Überlegenheit, Heteronormativität und binäre Geschlechterrollen privilegiert und naturalisiert und sich dabei mit rassifizierten Zuschreibungen intersektional verschränkt.[74]

Race und Gender, Sexualität, Spiritualität und Epistemologie sind damit untrennbar verwoben und integraler Bestandteil der Organisationslogik des modern/kolonialen Weltsystems. Eine radikale Transformation eines Aspektes ist somit nur über die Transformation aller anderen Aspekte möglich. Die kolonialen Matrix der Macht kann nur als Ganzes verändert werden. Auch eine Überwindung epistemischer Gewalt im Kontext dekolonialer Praxis kann daher nur unter Berücksichtigung der konstitutiven Verschränkung mit anderen modern/kolonialen Machtstrukturen erfolgen; eine politische oder soziale dekoloniale Praxis wiederum muss für ihren Erfolg auch eine epistemische Befreiung mitdenken. Mit den Worten des portugiesischen Soziologen Boaventura de Sousa Santos:

„Es wird keine globale soziale Gerechtigkeit ohne eine globale kognitive Gerechtigkeit geben.“

## Epistemische Befreiung
Epistemische Freiheit bildet für viele postkoloniale Theoretiker die Grundlage für eine erfolgreiche politische, ökonomische und soziale Dekolonialität. Ashis Nandy ist der Ansicht, dass der Kolonialismus in den Gedanken der Menschen fortlebt und nur durch eine Veränderung ihres Bewusstseins endgültig besiegt werden kann. Die Herausbildung eines kritischen dekolonialen Bewusstseins und Denkens jenseits von eurozentrischen Mustern steht dabei aber vor einem Paradoxon: Da es kein Außerhalb der kolonialen Matrix gibt, kann nicht jenseits von ihr gedacht werden. Der argentinische Literaturwissenschaftler Walter D. Mignolo prägte hierfür den Begriff des „Border Thinking“, also eines Denkens an den „Rändern“ der Matrix. Damit ist ein bestimmter epistemischer Standpunkt gemeint, der sich die Perspektive derjenigen zu eigen macht, die von der kolonialen Matrix der Macht unterdrückt werden. Sie sind zwar in dieser Matrix gefangen, gehören aber nicht direkt zu ihr.
Das Streben nach epistemischer Freiheit geht dabei einher mit epistemischer Gerechtigkeit, welche die Dezentralisierung und Ent-Essentialisierung eurozentrischen Wissens durch die Anerkennung vielfältiger und gleichberechtigter Wissens- und Sinnsysteme umfasst. Epistemische Gerechtigkeit setzt zudem voraus, dass alle Menschen als legitime Produzenten von Wissen anerkannt werden.

### Dezentralisierung von Wissen
Legitimes Wissen und Vernunft wurde gemäß eurozentrischer Narrative in männlichen und weißen Subjekten im globalen Norden verortet. Eine Dekolonisierung des Wissens bedeutet eine Befreiung von jenen monopolistischen Besitzansprüchen und eine Verschiebung der „Geographie des Wissens“ hin zu ehemals missachteten und marginalisierten Orten der Wissensproduktion: In die Peripherie, zu Arbeitern, Frauen, Homosexuellen, rassifizierten Subjekten, in die Subalterne. Indem Wissen als ortsspezifisch begriffen wird, also als an Körper und deren geopolitische und historisch-soziale Verortung gebunden, verliert es den Mythos einer objektiven Universalität und muss sich seine „Gültigkeit und Legitimität in konkreten Kontexten stets neu erwerben“. Damit wird das männliche Europa als geohistorischer Knotenpunkt des Denkens dezentriert und die anhaltend wirkmächtigen euro- und androzentrischen Hierarchien als Teil eines spezifisch kolonialen und patriarchalen Wissensregimes verstanden. Die als unzulässig markierten Wissens- und Sinnsysteme des Globalen Südens und der Subalterne können so wiederhergestellt, als legitime Orte von Wissensproduktion erkannt und „deprovinzialisiert“, also von den Rändern der globalen Wissensökonomie in eine neue polyzentrische Wissensordnung überführt werden. Tlostanova und Mignolo nutzten hierfür den Begriff der „Pluriversalität“. Sousa Santos spricht von einer Transformation der „Monokultur“ von Wissen in die pluralistischen Epistemologien einer nachhaltigen „Ökologie der Wissensformen“.

### Dekolonisierung des Wissens
Michel Foucault arbeitete heraus, dass Wissen stets innerhalb einer bestimmten Machtordnung und in Abhängigkeit ihrer Bedürfnisse produziert wird. Für eine Dekolonisierung des Wissens ist demnach entscheidend, das Denken selbst auf seine kolonialen Ursprünge und Annahmen hin zu untersuchen. Madina Tlostanova und Walter D. Mignolo fordern daher, sich von den bisherigen Paradigmen der modernen westlichen Wissenschaft zu lösen und Wissen bewusst zu verlernen.
Jener „epistemische Ungehorsam“, der die hegemoniale Bedeutung westlich-männlicher Konzeptualisierung von Welt infrage stellt und euro- bzw. androzentrische Wissensbestände verlernen will, steht dabei in einem wechselseitigen Verhältnis mit subalterner sowie dekolonialer Theoriebildung. Mignolos border thinking widersetzt sich dabei okzidentalen Wahrheitsansprüchen.
Das Streben nach epistemischer Freiheit ist zugleich ein Streben nach sozialer, politischer, wirtschaftlicher und kultureller Freiheit und Gerechtigkeit: Die Erschaffung einer gemeinsamen und gleichberechtigten Welt, in der alle Wissensperspektiven, Seinsweisen, Geschichten, Erinnerungen und Erfahrungen einen Platz haben.

“As the Zapatistas say, 'luchar por un mundo donde otros mundos sean posibles'.”

„Wie die Zapatisten sagen: 'Für eine Welt kämpfen, in der andere Welten möglich sind'.“